# كارثة قارب المهاجرين قبالة كالابريا 2023
غرق قارب يحمل مهاجرين في 26 فبراير 2023، أثناء محاولته الهبوط على ساحل Steccato di Cutro، وهي قرية منتجع ساحلية في كروتوني، في منطقة كالابريا في جنوب إيطاليا وسط ظروف جوية قاسية. كان القارب يقل ما بين 143 و200 مهاجرًا عندما غرق، قُتل ما لا يقل عن 62 منهم، من بينهم رضيع أقل من عام واحد. وجرى انقاذ 81 شخصا.

## خلفية
وفقًا للمنظمة الدولية للهجرة، فقد مات أو فُقد أكثر من 20 ألف شخص على في وسط البحر الأبيض المتوسط منذ عام 2014. كان ما يسمى بطريق وسط البحر الأبيض المتوسط أحد أكثر الطرق نشاطًا للهجرة غير الشرعية، على الرغم من المخاطر التي يمثلها، مما يجعل إيطاليا واحدة من أكثر الدول التي يقصدها المهاجرون غير الشرعيين، على الرغم من استمرار العديد منها في الوصول إلى دول شمال أوروبا الأكثر ثراءً.

## الحادث
غرق القارب في 26 فبراير 2023، وكان قد أبحر من إزمير بتركيا قبل أيام قليلة وكان يحمل مهاجرين عبر طريق وسط البحر الأبيض المتوسط قبالة الساحل الجنوبي لكروتوني بإيطاليا.
غرق القارب أثناء محاولته الرسو بعد اصطدامه بالصخور في ظروف جوية قاسية. تُظهر لقطات فيديو للحادث أخشابًا من القارب تكسرت إلى أشلاء وتطفو على طول الشاطئ. كما شوهدت أجزاء من جسم القارب تنجرف على طول شاطئ البحر. وقال أحد المسؤولين إن الحطام تناثر على امتداد 300 متر من الشاطئ.

## الضحايا
ذكرت وكالة الأنباء الإيطالية Adnkronos أن أكثر من 100 شخص كانوا على متن القارب عندما غرق، وكانوا من إيران باكستان وأفغانستان. وذكرت وكالات محلية أخرى أن هناك مهاجرين من العراق سوريا الصومال أيضًا. وقالت وكالة الأناضول إن القارب كان يحمل "حوالي 200 شخص"، بينما ذكر الناجون أن العدد يتراوح بين 150 و240.
لقي ما لا يقل عن 63 شخصًا مصرعهم في حادث الغرق، من بينهم طفل لم يتجاوز عمره عامًا واحدًا. وجرى إنقاذ 81 شخصا. كشفت السفارة الباكستانية في روما، عن العثور على جثث 28 باكستانياً.
وكان معظم الناجين من الأفغان والباكستانيين والصوماليين. وأُلقي القبض على أحد الناجين بتهمة الاتجار بالمهاجرين.

## عمليات الإنقاذ
نُشرت زوارق بخارية وسفن وطائرة هليكوبتر للمساعدة في جهود الإنقاذ. كما نُشر رجال الإنقاذ على الزلاجات النفاثة، لكن العمليات كانت معقدة بسبب الظروف الجوية القاسية.

## ردود الفعل

### محليًا
أعربت رئيسة الوزراء الإيطالية، جورجا ملوني، عن "حزنها العميق على الأرواح البشرية العديدة التي مزقها مهربي البشر"، وأدانت "تبادل" أرواح المهاجرين بـ "ثمن" التذكرة التي دفعوها في صورة زائفة لاحتمال رحلة آمنة ".
شدد وزير الداخلية الإيطالي ماتيو بينتيدوسي على أهمية وقف المعابر البحرية التي تقدم للمهاجرين "سرابًا وهميًا لحياة أفضل" في أوروبا. وقال أنطونيو جيراسو، عمدة مدينة كوترو، إنه رأى "مشهدًا لا ترغب أبدًا في رؤيته في حياتك... يبقى معك طوال حياتك".

### دوليًا
قال البابا فرانسيس إنه كان "يصلي من أجل كل من وقع في حطام السفينة" في خطابه يوم الأحد.
وصرح رئيس الوزراء الباكستاني شهباز شريف أن أكثر من عشرين مواطنا باكستانيا كانوا على متن القارب عندما غرق. وقال شريف إن التقارير "مُقلقة".